# Rodrigo Ferrés
Rodrigo Ferrés Rubio es un abogado y político uruguayo perteneciente al Partido Nacional.

## Biografía
Egresó como abogado de la Universidad Católica del Uruguay, institución en la cual ejerció posteriormente la docencia. Más adelante realizó una maestría en derecho administrativo en la Universidad de Navarra.
Se desempeñó como abogado y consultor en PricewaterhouseCoopers entre mayo de 2004 y noviembre de 2007. También fue consultor del PNUD y del Banco Interamericano de Desarrollo en materia de Fortalecimiento Institucional de Administraciones Públicas.
El 1 de marzo asumió como Prosecretario de la Presidencia en el gobierno del presidente Luis Lacalle Pou. También presidió la Junta Nacional de Drogas. En diciembre de 2023, ante la renuncia del Secretario de la Presidencia Álvaro Delgado, Ferrés asume ese cargo.